# Hładiator Lwów
Hładiator Lwów (ukr. Хокейний клуб «Гладіатор» Львів) – ukraiński klub hokejowy z siedzibą we Lwowie.

## Historia
Klub został założony w 2001 jako Hładiator Lwów na bazie drużyny Dnister Lwów, która istniała od 1987.
W sezonie 2000/01 występował w ukraińskiej Wyższej Lidze.

## Sukcesy
- 5 miejsce Mistrzostw Ukrainy (1 raz): 2004